# 㵲水街道
㵲水街道是中华人民共和国贵州省黔东南苗族侗族自治州岑巩县下辖的一个街道办事处。2019年8月8日设置㵲水街道，辖原思旸镇舞水社区、万福社区、新兴村、马坡村。

## 行政区划
㵲水街道下辖以下村级行政区划单位：
㵲水社区、万福社区、大园社区、天水坪社区、高关屯社区、禾山溪社区、大榕凉塘社区、马坡村、新兴村。